# Comodica coarctata
Comodica coarctata är en fjärilsart som beskrevs av Clarke 1971. Comodica coarctata ingår i släktet Comodica och familjen äkta malar. Inga underarter finns listade i Catalogue of Life.